# Papp Elek
Papp Elek (Nagykőrös, 1965. augusztus 20.) mérnök, tanár, optikus mester, diplomás optometrista és kontaktológus.  fotóművész. A Nemzetközi Fotóművészeti Szövetség (FIAP) pillanatnyilag legnagyobb elismerését a Diamond2-t, vagyis a Gyémánt Díj legmagasabbikát is megkapta. Ő az egyetlen magyar fotóművész, akinek a neve a világranglista legjobbjai közt az első helyen olvasható.

## Élete
Cegléden él, hétéves korában egy szovjet Zorkij fényképezőgéppel kezdett el fotózni. 1986-ban diplomázott a Kandó Kálmán Villamosipari Műszaki Főiskolan mérnökként, majd 1989-ben műszaki tanárként és 1995-ben diplomás optometrista lett.
A középiskola után édesapja nyomdokait követve választotta a műszaki pályát, de a családi hivatás, azaz az optikusmesterség is érdekelte. 
2000-ben egy idős úr megromlott látásának feljavításán munkálkodott éppen, aki, az általa készített szemüvegben látta meg a képeit, Tóth István volt, a híres művész, akit 1980-ban New Yorkban az Évszázad Kiváló Fotóművészének választottak. Ő lett a mestere, és mentora. 
Tanácsára 2002 óta indul képeivel hazai és nemzetközi kiállításokon. A klasszikus fotóművészet szigorú törvényei alapján alkot, mesterét követve.  
Alkotásaira jellemző az emberközpontúság, amely a tájképein, vagy tárgyat ábrázoló képein is megjelenik. 

„,,Papp Elek alkotásaiban nem lehet nem észrevenni az emberszeretetet. "Szem a szívnek tanácsa és fordítva: szív a szemnek tanácsa. Bizonyára tudják hogy a szemből származik a személy szó. Ez a két adat, pontosan rámutat Papp Elek karakterére, és az itteni tárlat lényegének a legfontosabb mondanivalójára, a személy szeretetre, a humanizmusra, az emberszeretetre."
A fotókon a természet emberei jelennek meg lenyűgöző hangulatot és mély érzelmeket tükrözve,,”

– dr. Koltói Ádám.

Az Amerikai Fotográfusok Szövetségének tagja. Négy egymást követő évben, a - 2012-től 2015-ig - nemzetközi versenyeken hatszor lett világelső a világ ranglistáján. 65 országban szerepelt és több mint 1300 díjat nyert. Hazánkban több mint száz díjat kapott. 2017. Augusztus 25-én az Amerikai Fotográfusok Szövetségétől Az év fotója, papírképek zsűrizésében öt díjat kapott.
Szakmai sikereit mentora szavait is belefoglalva, így értékeli:

„Mesterem, Tóth István így írt rólam:
„Boldog vagyok, hogy vállalta stílusom
továbbéltetését. Ugyanakkor
örülök annak, hogy megélhettem remek
nemzetközi sikereit. Állítom,
hogy ma egyetlen fotóművészünk,
aki felsőfokon képviseli a magyar fotóművészetet
nemzetközi tárlatokon,
kiállításokon.”
Mind a 176 díj fontos számomra,
amit eddig 25 országban kaptam,
mert ez visszaigazolás a munkámra,
de természetesen vannak különösen kedvesek:
A közép-magyarországi régió Príma
díja képzőművészetet kategóriában.
A TIT Év Fotósa 2004 és 2007.
Ausztráliában a 14th Vigex Salon
legjobb színes képért kapott Vigex
Medal.
Párizsban a Salon Daguerre-n
FIAP Gold Medal a „Művészek” című
sorozatomért.
Buenos Airesben FCBA Mejor
Retrato a legjobb portréért.
Szingapúrban a szalon legjobb
képéért Dr. Gibson Hill Memorial
Gold Medal.
A Francia Fotóművészek Szövetségének
Trófeája a 5. Salon Mondialon.
A 113. és a 114. Toronto International
Salon of Photography-n is kaptam
1-1 FIAP Gold Medalt.
Elismerésnek számít az is, hogy
meghívtak Brazíliába a legnagyobb
fotókiállításra a Foto Arte 2007-re,
ahol önálló kiállítással mutatkozhattam
be. Ez az anyag ezután Brazília
több államában bemutatásra kerül.
Képeimet több gyűjtemény is őrzi,
például Nemzetközi Fotográfiai Múzeum Spanyolországban, „San Marino
Immagine” Museum.”

– Papp Elek

## Dijai Magyarországon
- 2009-ben a HUNGART Alkotói Ösztöndíjasa, és
- 2007-ben Közép-Magyarország Regionális Príma Díjasa.
- A Magyar Fotóművészek Világszövetsége háromszor (2009, 2011 és 2013) “Az Év Fotóművésze” címmel tüntette ki, amivel kiérdemelte az “Örökös Fotóművész “címet is.
- A Magyar Fotóművészeti Alkotócsoportok Országos Szövetsége ötször (2005, 2006, 2007, 2011 és 2015-ben) “Az Év Fotográfusa”címet adományozta neki, ezért kiérdemelte a “ MAFOSZ Örökös Fotóművésze” címet is.
- Balogh Rudolf-díj (2025)[1]

## Tagságok
- 2000 Ceglédi Fotóklub
- 2001 Ceglédi Alkotók Egyesülete
- 2002 Magyar Fotóművészek Világszövetsége
- 2006 Amerikai Fotográfusok Szövetsége (Photographic Society of America)
- 2006 Magyar Alkotóművészek Országos Egyesülete (MAOE)
- 2007 Magyar Fotóművészek Szövetsége
- 2008 Associate Wilmington International Exhibition of Photography (AWIEP)
- 2008 Artiste Fédération Internationale de l'Art Photographique (AFIAP)